# Okhótske
Okhótske (en (ucraïnès) Охотське, en rus: Охотское) és un poble de la República Autònoma de Crimea a Ucraïna, que el 2014 tenia 1.328 habitants. Pertany al districte de Nijnegorski.